# Anne Zohra Berrached
Anne Zohra Berrached, née à Erfurt en Thuringe, est une productrice, réalisatrice et scénariste allemande.
En 2013, elle réalise son premier long métrage, Deux Mères, film qui relate les difficultés que rencontre un couple de lesbiennes qui désirent avoir un enfant.

## Filmographie
| année | film                     | réalisatrice | scénariste | productrice | notes                      |
| ----- | ------------------------ | ------------ | ---------- | ----------- | -------------------------- |
| 2010  | Der Pausenclown          | Oui          | Oui        | Oui         | court métrage              |
| 2011  | E.+U.                    | Oui          |            |             | court métrage              |
| 2012  | Heilige & hure           | Oui          |            |             | court métrage documentaire |
| 2012  | Hunde wie wir            | Oui          |            |             | court métrage              |
| 2013  | Deux Mères (Zwei Mütter) | Oui          | Oui        | Oui         | long métrage               |
| 2013  | Die rechte Hand          | Oui          |            |             | court métrage              |
| 2016  | 24 Wochen                | Oui          | Oui        |             | long métrage               |
| 2021  | Ce qui reste             | Oui          | Oui        |             | long métrage               |